# 석회조류
광합성을 하여 세포 내 혹은 세포사이 또는 세포벽에 탄산칼슘을 침전시키는 석회조류(calcareous algae)는 일반적으로  돌기에서 구상에 유사한 형태를 가지며  표면이 울퉁불퉁한 모습을 보여준다.
이러한 조류는 진화상에서 연약한 세포벽을 강화하기 위한 수단으로서 생리적으로 생체내에 탄산칼슘이 축적되는 석회화 메카니즘을  사용하는데  홍조류, 갈조류, 녹조류등 전반적인 조류의 여러 식물문에 존재한다.
석회조류는 생전에 석회질을 갖게 되는데 이것이 사후에  단괴(團塊)를 형성하게 된다.

## 같이 보기
- 부채말(갈조류)
- 산호말(홍조류)

## 참고
- 과학백과사전-석회조류